# Tuta personale a pressione positiva

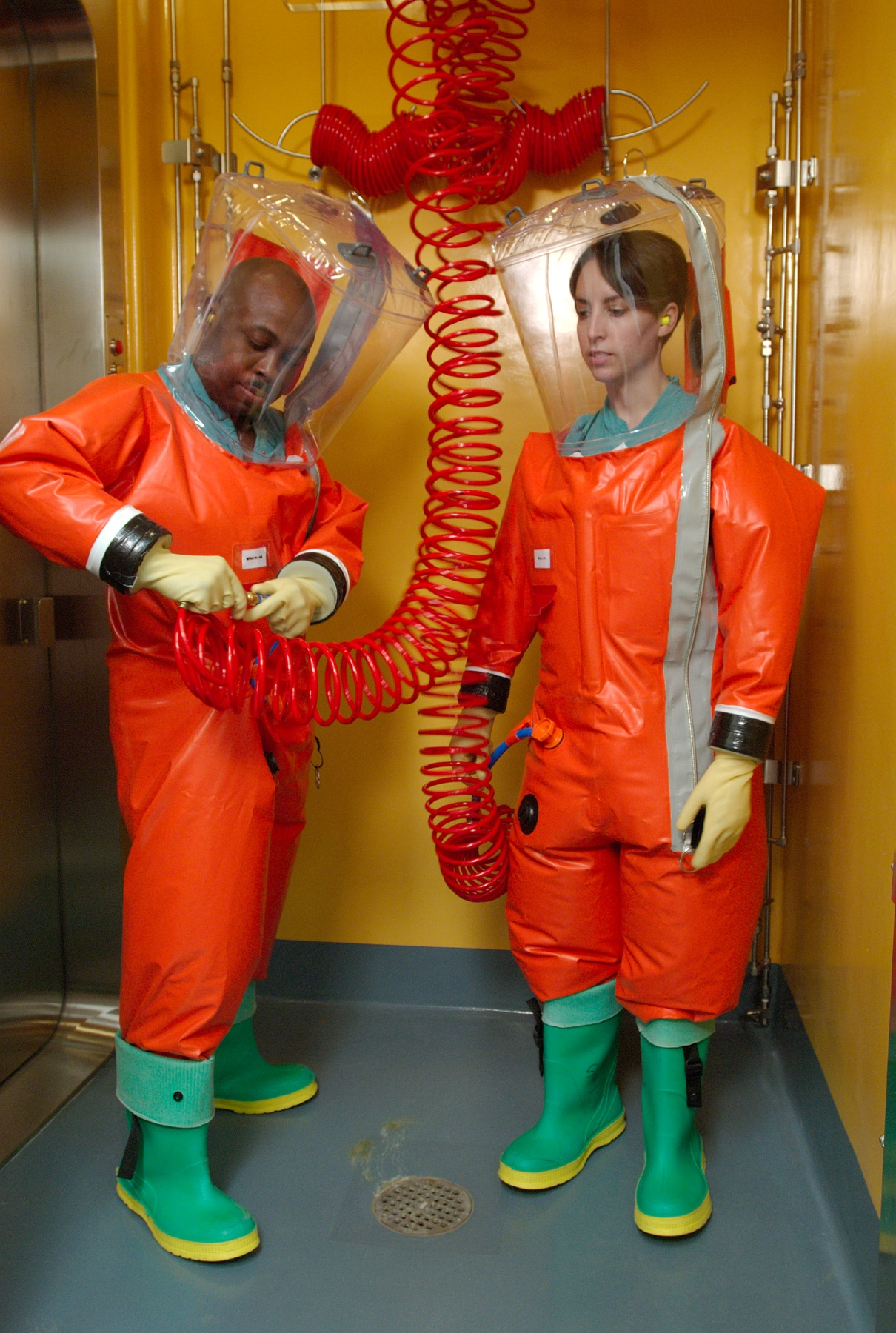
Tuta personale a pressione positiva, "modello arancione"

Le tute personali a pressione positiva (TPPP) o tute protettive a pressione positiva, informalmente note come "tute spaziali", "tute lunari", "tute blu", sono indumenti gonfiabili altamente specializzati, totalmente incapsulanti, di protezione industriale indossati solo all'interno di laboratori di biocontenimento speciale o contenimento massimo (BSL-4). Queste strutture ricercano agenti patogeni pericolosi altamente infettivi che potrebbero non avere trattamenti o vaccini disponibili. Queste strutture dispongono anche di altre attrezzature e procedure speciali come l'ingresso in camera stagna, docce disinfettanti a penetrazione rapida e sistemi speciali di smaltimento dei rifiuti.
L'aria fresca e filtrata viene in genere fornita all'interno di una TPPP tramite un tubo in sospensione. Oltre alla barriera fisica fornita, la pressurizzazione positiva offre una protezione aggiuntiva in caso di esposizione a causa di un difetto o una foratura nella tuta, poiché se l'integrità della tuta viene compromessa, l'aria verrà espulsa invece di essere aspirata. È necessaria una formazione specifica e approfondita per l'uso corretto di queste tute.

## Nella narrativa e nei film
Le TPPP - insieme a molti altri tipi meno elaborati di tuta anticontaminazione - sono stati a lungo un punto fermo della fantascienza e del genere thriller, dove vengono utilizzate per accentuare il dramma degli scenari di rischio biologico. Situazioni drammatiche comuni (e generalmente non realistiche) comportano rotture o malfunzionamenti della tuta che portano alla rapida morte in film come Outbreak (1995). L'uso di una TPPP può sottolineare la malvagità e "l'alterità" dei cattivi del cinema come in E.T. l'extra-terrestre (1982). Un esempio recente di TPPP in un film è presente nella pellicola Contagion (2011) di Steven Soderbergh. Un modello di TPPP di ultima generazione è presente nella serie televisiva The Hot Zone - Area di contagio, utilizzata nei laboratori dell'Istituto di ricerca medica sulle malattie infettive dell'esercito degli Stati Uniti.

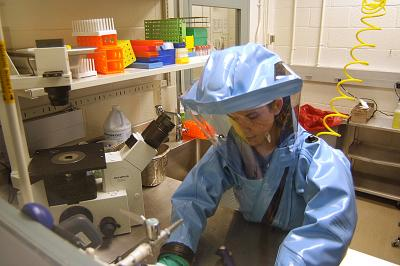
Tuta di biocontenimento usata nella serie TV The Hot Zone - Area di contagio

Nella serie di videogiochi Mass Effect, diversi tipi di alieni usano varianti di TPPP, in particolare il personaggio Tali, che soffre di un sistema immunitario compromesso. Nel fumetto di Moebius, Edena, gli abitanti di Nest City indossano sempre tute simili per proteggersi dalle malattie, così come gli abitanti di Javecek nel fumetto Finder di Carla Speed McNeill. Nei giochi Fallout di Bethesda, la tuta Hazmat è un oggetto di armatura che può essere equipaggiato su un personaggio per prevenire danni da radiazioni.
Il romanzo di Frank Herbert Dune presenta anche un gruppo di persone che indossano attrezzature elaborate note come "tute distillanti"; tuttavia, queste sono costruite per massimizzare la ritenzione idrica in un ambiente desertico e non funzionano come barriera contro agenti patogeni o sostanze chimiche.